# Maurice Vaute
Maurice Vaute (Roisin, 27 april 1913 – Chimay, 21 juni 2000) was een Belgisch componist van klassieke muziek, dirigent en muziekpedagoog.

## Biografie
Marurice Vaute studeerde aan de conservatoria van Mons (Bergen) en Brussel (solfège, harmonie, fuga, contrapunt, muziekgeschiedenis en saxofoon). Hij is muziekdocent geweest op diverse scholen (middelbaar en lerarenopleiding) en op het Conservatorium van Mons. Hij is dirigent geweest (koor, fanfare, harmonie en symfonie). Maurice Vaute was ook componist. Zijn oeuvre is gedeponeerd in het Fonds Maurice Vaute" in de bibliotheek van het Koninklijk Conservatorium van Brussel.
Zijn werken zijn geïnspireerd door Maurice Ravel, Claude Debussy en Joseph Jongen, zijn docent. Aan het einde van zijn leven heeft hij atonale stukken gecomponeerd.

## Werken

### Symfoniewerken
- Auprès de toi - aria klein orkest, 1936
- Arlequins-fantaisie id.
- Gavotte ancienne id.
- Menuetto allegretto symfonie orkest
- Triptyque voor strijkers en klavecimbel
- Deux mouvements pour les temps venus
- Trinôme voor orkest, soli en blaastrio
- Concerto voor saxofoon alto en orkest
- Symphonie de danses voor orkest en saxofoontrio
- Espace, intensité (symphonie libre)
- Les heures, Trois mouvements symphoniques 1. Prélude 2. Rondo giocoso 3. Postlude
- Concerto voor piano en orkest
- Concerto voor viool en orkest
- Rondo pastoral

### Ballets
- Le reflet dans la Meuse (argument de Malfère)
- Melos

### Soloinstrumenten
- Lied voor cello en piano, Souvenance
- Moderato allegro voor trompet en piano
- Aube, voor klarinet en piano (lied) of strijkkwartet
- Improvisata voor saxofoon alto en piano
- Cantilène variée voor saxofoon alto en piano (Editions Maurer à Bruxelles)
- Divertissement à quatre voix voor trompetten (ou bugles ou pistons)
- Invention 84 voor viool en piano

### Piano
- Scherzo
- Rondo amabile
- Cinq minutes contemplatives, Première suite (Ed. Armiane, Versailles)
- Deuxième suite (Vieille chanson, Danse naïve (Ed. Armiane, Versailles), Mélopée)
- Troisième suite (Ed. Maurer, Bruxelles)
- Sonatine
- Cadence, Distique, Epigramme
- Moto perpetuo
- Offrande voor orgel of piano (Ed. Armiane, Versailles)
- La complainte de l'agneau
- Menuet

### Orkest- en koorwerken
- Fantaisie sur une chanson de colin Muset (Moyen-âge)
- Chanson des brises (Bouilhet, Franse dichter 1823-1869)

### Kamermuziek
- Impromptu voor dubbel kwartet (blaasinstrumenten)
- Quintette à vent et piano sur un thème russe
- Impromptu voor saxofoonkwartet
- Quatre inventions à trois voix voor fluit, klarinet en fagot
- Choral et divertissement voor saxofoonkwartet
- Strijkkwartet "Stances d'aujourd'hui"
- Derde saxofoonkwartet "Nocturne (Ed. J.Maurer,Bruxelles), Aubade, Allegretto nobile"
- Dinanderie voor saxofoon alto, solisten, fluit, klarinet, viool, cello, piano, arrangement voor twee pianos

### Koorwerken
- Barque d' or (4 voix d'hommes), gedicht Van Lerberghe
- Les fleurs (4 voix mixtes), gedicht Ovide Dieu
- Les trois arbres au bout du monde (4 voix mixtes et piano), vertaald uit iroquois by E. Lambotte
- Le long du quai (4 voix mixtes), gedicht Sully Prudhomme
- Cantique (4 voix mixtes et piano), gedicht Emile Verhaeren
- Psychanalyse (4 voix mixtes), gedicht Constant de Horion
- Paysage (4 voix mixtes), gedicht Simone Simon
- Chant deuxième du "Sacre" van Charles Plisnier
- Le pêcheur de lune (4 voix mixtes), gedicht S. Bodard
- Chanson (4 voix mixtes et clavecin), gedicht Charles d' Orléans
- Le joli mai (4 voix mixtes et piano), gedicht Valère Gilles
- Villanelle (4 voix mixtes et piano), gedicht M. Hemon
- Voici la maison douce (4 voix mixtes et piano), Les heures du soir, gedicht Emile Verhaeren
- L'enfant devant la mer (4 voix de femmes, strijkorkest en Engelse hoorn), gedicht Elise Vaute-Croix
- Cinq chansons à 4 voix mixtes, atonaal (gedichten Maeterlinck, Carême, Druet, Verhaeren en Libbrecht
- Six chants à 2 et 3 voix (gedichten Carême, Ley, Simon)
- Quatre "Noëls Wallons"
- Six chants à 2 et 3 voix voor middelbare scholen
- Et les blés (4 voix mixtes), gedicht Druet
- Fables et chansonnettes pour jeunes (text van Ki Wist alias Jacques Henriquez)
- Poésies d'enfants (4 voix mixtes), atonaal

### Lieder (zang en piano)
- La lune blanche, gedicht Verlaine
- Spleen, gedicht Marguerite Denée
- Chanson triste, gedicht J.M.Deronchène
- Intimité, gedicht Denise Malray-Ticx
- J'ai perdu ma peine, gedicht Simone Simon
- Prière, gedicht Suzette Bodard
- Aix-en-Provence, gedicht Georges Jean Bartel
- Instants, gedicht Denise Malray-Ticx
- Hommes de tous pays, gedicht Laure Rolland
- Le démon des orages, gedicht Jean-Louis Vanham
- Partage, gedicht Vanham (atonaal)
- Ciel gris, ciel noir, gedicht Maurice Carême
- Testament, gedicht Lisa Chastelet
- Le petit âne gris, gedicht Louis Lecomte (atonal)
- Le petit frère, text Madeleine Ley
- Les parfums roux, gedicht Vanham (atonaal)
- Dis-moi qui c'est, text van Ki Wist, alias Jacques Henriquez
- Chant de Noël, uittreksel uit Les chansons et les heures de Marie-Noël

### Solfège
- 21 morceaux de solfège à 5 clés (zang en et piano)

### Harmonie et fanfare
- Auprès de toi - aria voor fanfare
- Entracte commémoratif - Marche de concert voor fanfare
- Poème pastoral voor hoorn solo en fanfare (arr. voor harmonie)
- Prélude en rondo voor fanfare
- Pavane pour le teddy - fantaisie voor fanfare of harmonie
- Pour un anniversaire - Marche de concert voor fanfare en harmonie
- Menuetto allegretto voor harmonie en fanfare
- Danse des villageois - uittreksel uit ballet "Le reflet dans la Meuse" voor harmonie en fanfare

### Lichte genre
- Saxofoon alto en piano (Uitgever Buyst, Bruxelles)
- Twee soli: Parfum d'une rose et Atlantic
- Jenny

Pseudoniem: Jean Morivaut 
- Toute belle, piano en accordeon
- Belle promenade, piano en accordeon
- Sans souci
- Simple histoire, Fox trott
- Comprendras-tu, slow fox